# Donnybrook (ort i Australien)
Donnybrook är en ort i Australien. Den ligger i kommunen Donnybrook-Balingup och delstaten Western Australia, omkring 180 kilometer söder om delstatshuvudstaden Perth. Antalet invånare är 2 371.
Runt Donnybrook är det mycket glesbefolkat, med 2 invånare per kvadratkilometer.. Donnybrook är det största samhället i trakten.
Trakten runt Donnybrook består till största delen av jordbruksmark. Genomsnittlig årsnederbörd är 1 097 millimeter. Den regnigaste månaden är maj, med i genomsnitt 188 mm nederbörd, och den torraste är februari, med 9 mm nederbörd.